# Santa Marcela
Santa Marcela è una municipalità di quinta classe delle Filippine, situata nella Provincia di Apayao, nella Regione Amministrativa Cordillera.
Santa Marcela è formata da 18 baranggay:
- Ba-i
- Barocboc
- Collago
- Consuelo
- Emiliana
- Imelda (Sipa Annex)
- Malekkeg
- Marcela (Pob.)
- Nueva
- Panay
- Pang-ot
- Poblacion
- Pulot
- San Antonio
- San Carlos
- San Juan
- San Mariano
- Sipa Proper